# Joey Lawrence
Josep Lawrence Mignogna Jr. (Filadelfia, Pensilvania, 20 de abril de 1976), conocido como Joey Lawrence, es un actor y cantante estadounidense.

## Biografía

### Carrera
Se dio a conocer entre el público estadounidense siendo todavía un niño gracias a la serie, emitida en la década de 1980 Gimme A Break (1983-1987). No obstante, su momento de máxima popularidad se lo debe a la sitcom Blossom (1991-1995), en la que dio vida a Joey Russo, el hermano de la protagonista cuyo nombre daba título a la serie y que interpretaba la actriz Mayim Bialik.
Como consecuencia del éxito alcanzado, inicia su carrera como cantante, llegando a publicar dos LP durante la década de 1990.
En 2006 participó en el concurso Bailando con las estrellas.
En 2009 protagonizó junto a Melissa Joan Hart la película My Fake Fiance. Desde 2010 hasta 2015 coprotagonizó una serie con ella, Melissa & Joey.

### Vida personal
Estuvo casado con Michelle Vella entre 2002 y 2005.
Conoció a su segunda mujer, Chandie Yawn-Nelson, durante unas vacaciones en Disney World cuando los dos eran adolescentes; se casaron en julio de 2005. En julio de 2017 se declararon en bancarrota. En abril de 2018 el caso se cerró. Él pidió el divorcio en julio de 2020. La pareja tiene dos hijos: Charleston Lawrence (2006) y Liberty Grace Lawrence (2010).
En agosto de 2021, anunció su compromiso con la actriz Samantha Cope, a quien conoció en el set de una película dirigida por su hermano y en la que aparecía también su hija. El 1 de mayo de 2022 se casaron en California. En septiembre de 2022 anunciaron que estaban esperando su primer hijo juntos. Su hija Dylan Rose nació el 16 de enero de 2023.

## Filmografía
- Gimme a Break! (1981) (TV) (1983–1987)
- Summer Rental (1985)
- Who's the Boss (1986)
- Pulse (1988)
- Oliver y su pandilla (1988) (voz)
- Adventures in Babysitting (TV) (1989) (TV)
- Chains of Gold (1990)
- Blossom (1991) (TV)
- Chains of Gold (1991) (TV)
- Mrs. Doubtfire (1993)
- Radioland Murders (1994)
- Prince for a Day (1995) (TV)
- A Goofy Movie (1995) (voz)
- Brotherly Love (1995) (TV) (Más que hermanos en España)
- Brothers of the Frontier (1996) (TV)
- Horse Sense (1999) (TV) (Un junior en aprietos en México, Granjero de ciudad en España)
- Tequila Body Shots (1999)
- Desperate but not Serious (1999)
- Urban Legends: Final Cut (2000)
- Romantic Comedy 101 (2001) (TV)
- Do You Wanna Know A Secret (2001)
- Jumping Ship (2001) (TV) (Un junior en aprietos 2: Perdidos en la isla en México, Marineros de agua dulce en España)
- Pandora's Box (2002)
- Half & Half (2002) (TV) (2005)
- Run of the House (2003) (TV)
- Love Rules! (2004) (TV)
- Bow (2005) (TV)
- Confessions of a Sociopathic Social Climber (2005)
- The Pool 2 (2006)
- Android Apocalypse (2006) (TV)
- Rest Stop (2006)
- Miss Teen USA (2007) (TV)
- The Emperor's New School (2007) (voz)
- Killer Pad (2008)
- Together Again for the First Time (2008)
- My Fake Fiance (2009)
- Melissa & Joey (2010—2015) (TV)
- Busco pareja por navidad (2012)
- Danger Force (2020) (TV) (Como el mismo; Rol secundario)

## Discografía

### LP
- Joey Lawrence (1993)
- Soulmates (1997)

### Singles
- "Nothin' My Love Can't Fix" , 1993
- "Stay Forever", 1993
- "I Can't Help Myself", 1993
- "Ven Ven Conmigo", 1997
- "Never Gonna Change My Mind", 1998
- "I Didn't Wanna Fall In Love Tonight"
- "I Want It That Way 2008", 2008